# Pseudopoecilia fria
Pseudopoecilia fria är en fiskart som först beskrevs av Eigenmann och Henn, 1914.  Pseudopoecilia fria ingår i släktet Pseudopoecilia och familjen Poeciliidae. Inga underarter finns listade i Catalogue of Life.